# Salvia margaritae
Salvia margaritae là một loài thực vật có hoa trong họ Hoa môi. Loài này được Botsch. miêu tả khoa học đầu tiên năm 1937.